# Glossaire de la tauromachie
Ce glossaire recense et définit les termes de la tauromachie sous ses différentes formes, à l'exception de la course camarguaise, qui fait l'objet d'un article spécifique : le lexique de la course camarguaise.
- Haut – A
- B
- C
- D
- E
- F
- G
- H
- I
- J
- K
- L
- M
- N
- O
- P
- Q
- R
- S
- T
- U
- V
- W
- X
- Y
- Z

## A

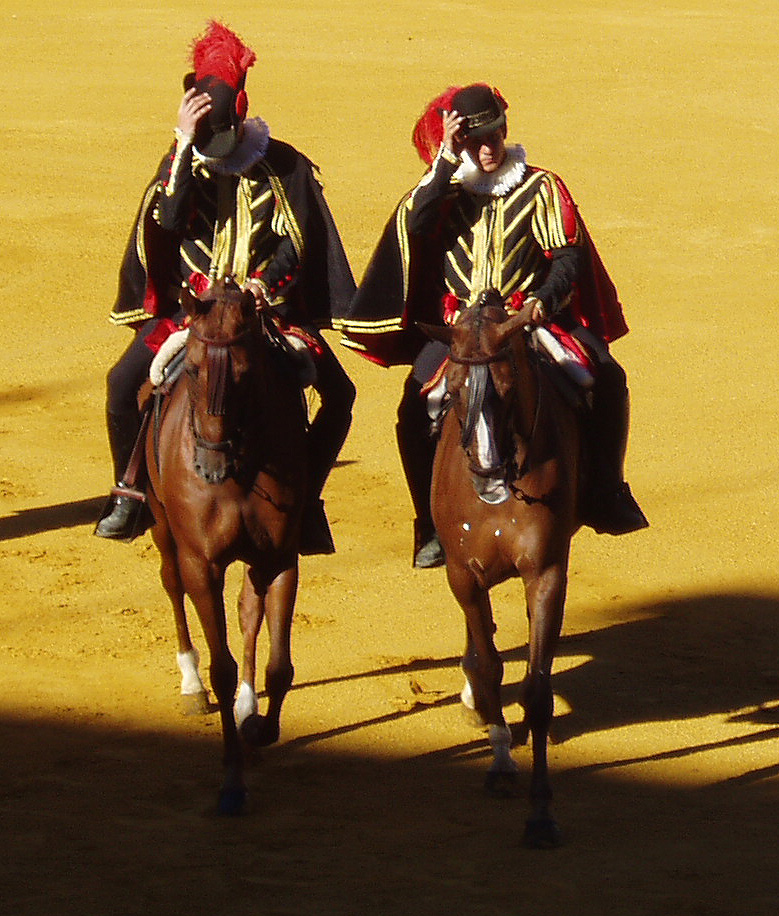
Alguazils

A hombros,,,,littéralement sur les épaules. Sortie du matador sur les épaules (hombros en espagnol) de ses subalternes ou admirateurs après un combat exceptionnel
A porta gayolasuerte qui consiste à attendre l'entrée du taureau dans l'arène, seul agenouillé devant la porte du toril
Abrivadotradition taurine provençale et languedocienne, consistant à lâcher des taureaux dans les rues fermées d'une ville ou d’un village. Il porte en Espagne le nom d'encciero dont le plus connu se déroule chaque matin des fêtes de la San Firmin à Pampelune. De nombreux touristes du monde entier participent à cet événement
Adornodétail dont le matador agrémente sa faena
Afeitadolittéralement : rasé. Fraude dans la corrida à pied qui consiste à épointer le bout des cornes du toro de lidia afin de diminuer le danger de ses charges ; dans la corrida à cheval, cette pratique est autorisée
Afición a los torospassion, goût de l'amateur (aficionado) des courses de taureaux
Aficionado,littéralement : amateur. Amateur, passionné et connaisseur de corrida. On classe traditionnellement les spectateurs en deux catégories : les toreristas, essentiellement attirés par l'art du matador, et les toristas, par le spectacle du taureau
Aguantefaculté de certains toreros d'attendre et de recevoir impassiblement la charge du taureau
Alguazilpolicier de l'arène, chargé de faire appliquer le règlement taurin, sous l'autorité du président
Alimónpasse « al alimón », passe faite par deux matadors tenant le même capote, chacun à une extrémité
Alternativecérémonie durant une corrida au cours de laquelle un novillero devient matador de toros
Añojojeune taureau d'un an
Apartadoopération qui fait suite au tirage au sort (sorteo) et qui consiste à séparer les taureaux les uns des autres et à les placer un à un dans un chiquero
Apoderadofondé de pouvoir. Représente le matador et administre ses affaires
Apodopseudonyme ou surnom d'un matador
Appuntillaremploi de la puntilla ou cachete, lame d'une quinzaine de centimètres qui permet d'achever l'animal à terre après l'estocade
Arènelittéralement : sable. Édifice dans lequel se déroulent, entre autres, les courses de taureaux
Arenerolittéralement : sableur. Membre du personnel de l'arène chargé de remettre la piste en état après chaque taureau
Arrastretrain de mules qui traînent hors de la piste la dépouille du taureau
Arrucinapasse de muleta
Avisoavertissement donné par le président au matador lorsque la faena dépasse le temps réglementaire
Avisado taureau qui a compris qu'il y a un homme derrière le leurre et qui cherche à l'atteindre. Il devient très dangereux. Il est souvent le résultat  d'un excès de capotazos

## B

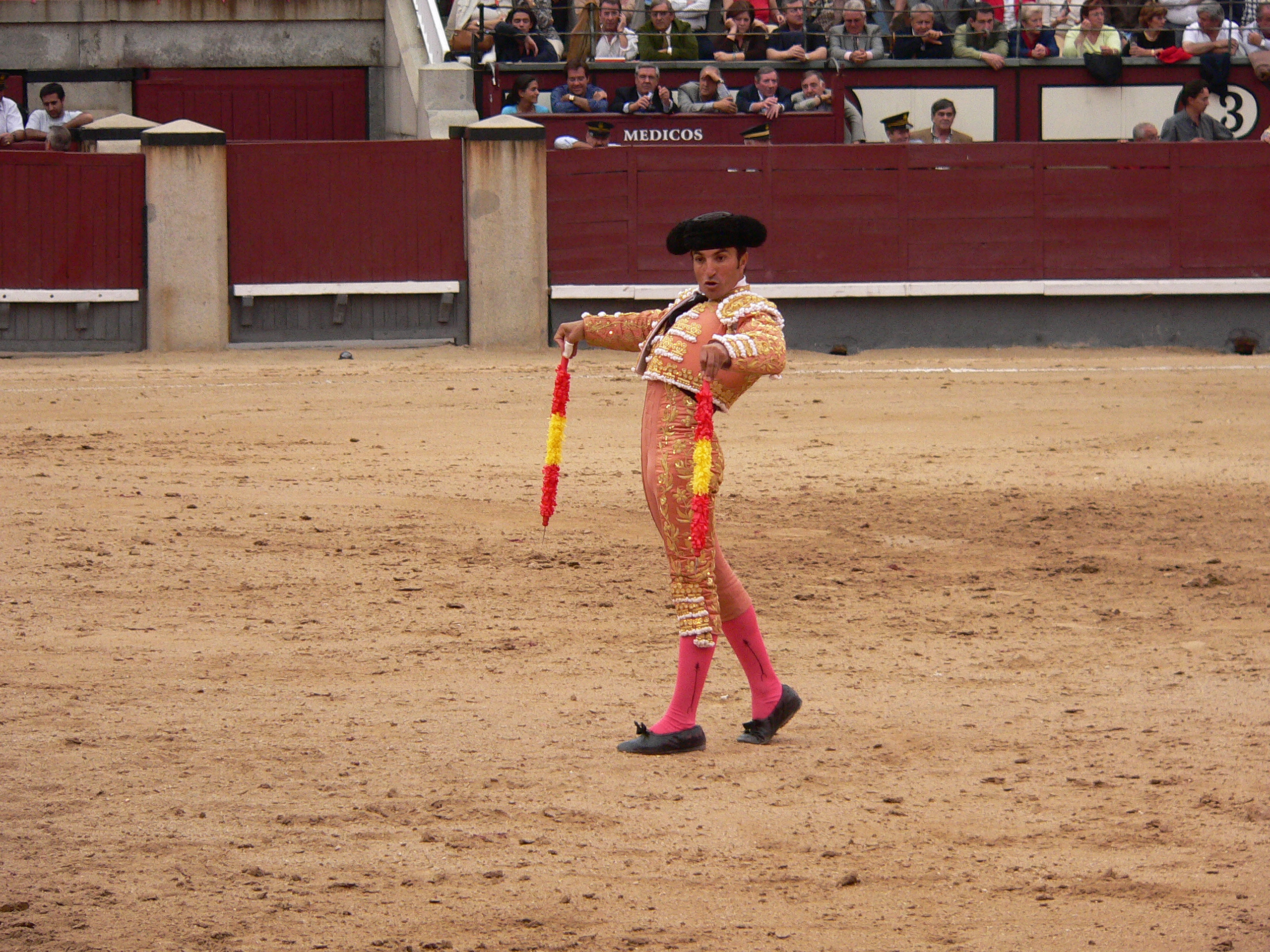
Banderillero

Banderillesbâtons d'environ 80 cm de long, terminés par un harpon et recouverts de papier de couleur, plantés dans le morrillo, masse musculaire située à la base du cou, lors du deuxième tercio
Banderillerotorero (peón ou matador) chargé de « poser », « planter » ou « clouer »,,, les banderilles
Bandidoforme de lâcher de taureaux analogue à l'encierro et à l'abrivado
Bajonazoestocade que le torero effectue trop bas
Barrera (« barrière »)barrière de bois qui sépare la piste (ruedo) du couloir (callejón). Désigne également le premier rang des gradins
Becerradala définition varie selon les encyclopédies : corrida d’apprentissage, sans picador, course d’apprentissage organisée avec des becerros pour toreros débutants. Ces courses se font parfois avec des novillos. Elles comportent parfois des mises à mort. Mais le plus souvent, elles se déroulent sans mise à mort.
Becerristajeune apprenti torero qui affronte des becerros au cours de becerradas
Becerroselon les encyclopédies la définition varie : jeune taureau de moins de trois ans, de moins de deux ans ou moins de trois ans. Si l'animal a entre deux et trois ans, il sera combattu dans une novillada sans picador,  jeune taureau de moins de deux ans.
Bravo (étymologiquement sauvage)adjectif qualifiant un taureau plein de bravoure, d'instinct offensif
Bravoure,instinct offensif du taureau, qui charge longuement, la tête basse. Elle se révèle le plus clairement sous la pique. Le taureau bravo (courageux) s'oppose au manso
Bouvineensemble des traditions et des pratiques sportives ou ludiques de la tauromachie camarguaise ; région de bouvine : zones où se pratique la course camarguaise
Brindislittéralement trinquer. Geste de dédicace par lequel le matador offre la mort du taureau au public, à une personne, un groupe, une entité ou un mort
Broncade l'espagnol bronca : « huées ». Manifestation bruyante du public en signe de désapprobation ou mécontentement à l'encontre du matador, des peones de sa cuadrilla, du taureau, de l'éleveur, de la présidence ou des organisateurs de la course
Burladerode burlar, littéralement : tromper, moquer. Abri en planches situé devant une ouverture de la barrière et formant une chicane avec celle-ci, permettant de passer de la piste à la contre-piste

## C

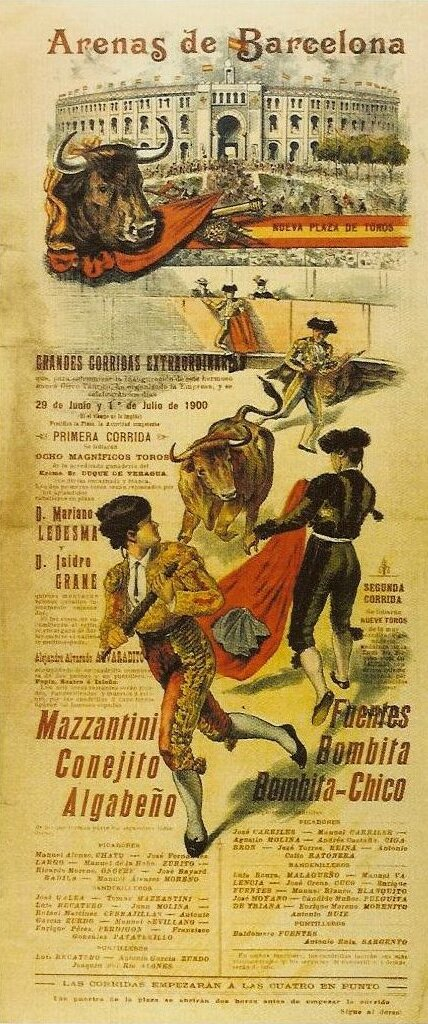
Cartel (inauguration de Las Arenas de Barcelone, 1900)

Cabestrosbœufs dressés utilisés pour accompagner les toros de lidia aux arènes le jour de la corrida, lorsque le corral n'est pas attenant. Les cabestros servent surtout à raccompagner au toril un toro soit boiteux  soit gracié . Un ou plusieurs cabestros ont également une cloche autour du cou
Callejóncouloir circulaire séparant la barrière (barrera) des gradins, contre-piste
Cambiadapasse de muleta
Camisachemise constitutive de l'habit de lumières
Caparaçon (en espagnol peto)protection du cheval de picador, utilisée depuis 1928
Capeaforme de corrida dans laquelle les toreros combattent une vache pour s'entraîner, sans caractère officiel et sans mise à mort
Capotazopasse de capote réalisée par le torero pour attirer ou désorienter le taureau
Capotecape du torero. Elle est « de paseo (ou de paseíllo) », brodée de soie. Elle est « de brega », de travail, en percaline rose à l'avers et de jaune ou azur à l'envers ; elle est l'outil essentiel du torero à pied pendant toute la course.
Cartelaffiche annonçant le programme d'une corrida. Désigne aussi le plateau de vedettes d'une course, hommes et fauves
Castesynonyme de race. Un taureau est dit « de caste » lorsqu'il possède toutes les qualités physiques et morales de la race
Castoreñochapeau originairement en feutre de castor du picador
Chalecogilet constitutif de l'habit de lumières. Désigne également le gilet des gaúchos en Amérique Latine
Chaquetillaveste constitutive de l'habit de lumières
Chef de lidiale plus ancien dans la date de prise de l'alternative des trois matadors d'une corrida
Chiquerocompartiment constitutif du toril, dans lesquels les taureaux sont enfermés avant le début de la corrida
Chicuelinapasse de cape créée par Chicuelo
Chirimíainstrument de musique avec lequel on accueille le matador lors d'une corrida en Pays catalan.
Citar (appeler)geste d'appel parfois accompagné de la voix, par lequel le torero attire l'attention du taureau et provoque sa charge sur le leurre
Clarinessonnerie des clairons
Cogida (de coger prendre)accrochage du torero par les cornes du taureau, que celles-ci pénètrent ou non sa chair. Si c'est le cas, il s'agit d'une cornada
Coletamèche de cheveux que les toreros laissaient pousser derrière la tête en signe distinctif de leur profession. Aujourd'hui postiche. Se couper la coleta signifie arrêter la profession de torero
Colleraspasse « por colleras », passe faite en même temps par deux matadors à un même taureau, chacun utilisant son propre capote
Cornadaencornade, coup de corne du taureau avec pénétration dans la chair du torero
Course camarguaisejeu taurin sans mise à mort et sport régional, pratiqué dans le sud de la France
Course de recortadoresforme de course de taureaux pratiquée essentiellement dans le nord de l’Espagne
Corralcour ouverte et attenante aux arènes où sont parqués les taureaux les jours qui précèdent la course
Corridaterme générique des tauromachies espagnoles. S'emploie aussi pour désigner les combats avec des taureaux adultes, par opposition aux novilladas.
Corrida de rejóncorrida dans laquelle le taureau est combattu par un cavalier, le rejoneador
Course landaisesport régional et tradition tauromachique gasconne sans mise à mort
Course portugaiseforme de corrida à cheval
Cruz (croix)point exigu situé entre l'épaule et l'épine dorsale, visé par le matador pour tuer le taureau de son épée
Cuadrillaensemble des assistants du matador, banderilleros et picadors
Al cuarteomanière de poser (on emploie aussi les termes  « planter » ou « clouer ») les banderilles
Coussins(almohadillas) coussins qu'on loue à l'entrée de certaines arènes pour le confort des spectateurs, et qui sont parfois jetés dans l'arène pour manifester le mécontentement

## D

Desplante

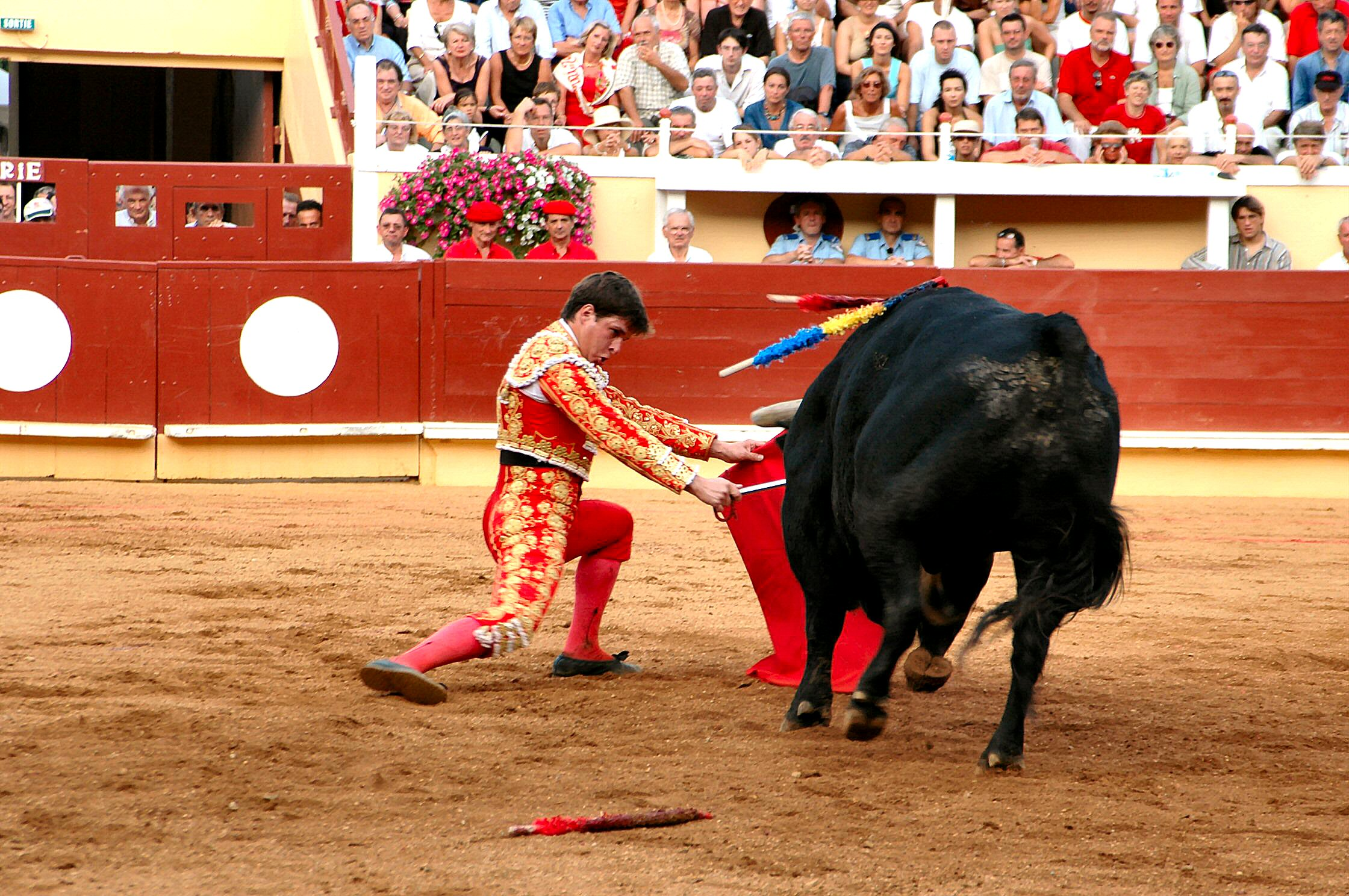
El Juli, doblón de aliño

Demi-véroniquepasse de cape
Derechazopasse de muleta donnée de la main droite, avec l'épée qui soutient la muleta, déployant ainsi l'étoffe.
Descabellocoup de grâce donné au taureau à l'aide du verdugo, épée spéciale
Despejo (débarras)autrefois, lorsque le public avait accès à la piste avant la corrida, évacuation de l'arène ou de la place publique par les alguazils avant le début du spectacle ; de nos jours, ensemble des figures de haute-école fait par les alguazils avant le paseo, survivance de l'évacuation originaire
Despedidalorsque le torero quitte la profession en mettant un terme à sa carrière, il fait sa « despedida ». Certains toreros choisissent de mettre en scène leur départ au cours d'une corrida dite de despedida. En général il se fait couper, d'une manière symbolique, le petit chignon qu'il porte, la coleta
Desplante (insolence, provocation)geste de défi exécuté par le torero devant le taureau, à la fin d'une série de passes ou de la faena
Deviseensemble de rubans aux couleurs de l'éleveur que l'on plante dans le morrillo du taureau à sa sortie du chiquero
Diestro (habile, adroit)parfois utilisé pour désigner le matador
Doblónpasse de muleta
Dosantinaforme de derechazo exécuté de dos
Dominio (domination)pouvoir du torero de modifier le comportement du taureau et de lui imposer son rythme.
Duende (lutin, esprit follet)désigne l'esprit, l'inspiration, le don, le talent remarquable, le génie du torero « artiste », voire un instant mystérieux, envoûtant, indescriptible qui en résulte ; s'applique également au talent des chanteurs et danseurs de flamenco. Le terme s'emploie surtout en Andalousie (voir musique andalouse)

## E

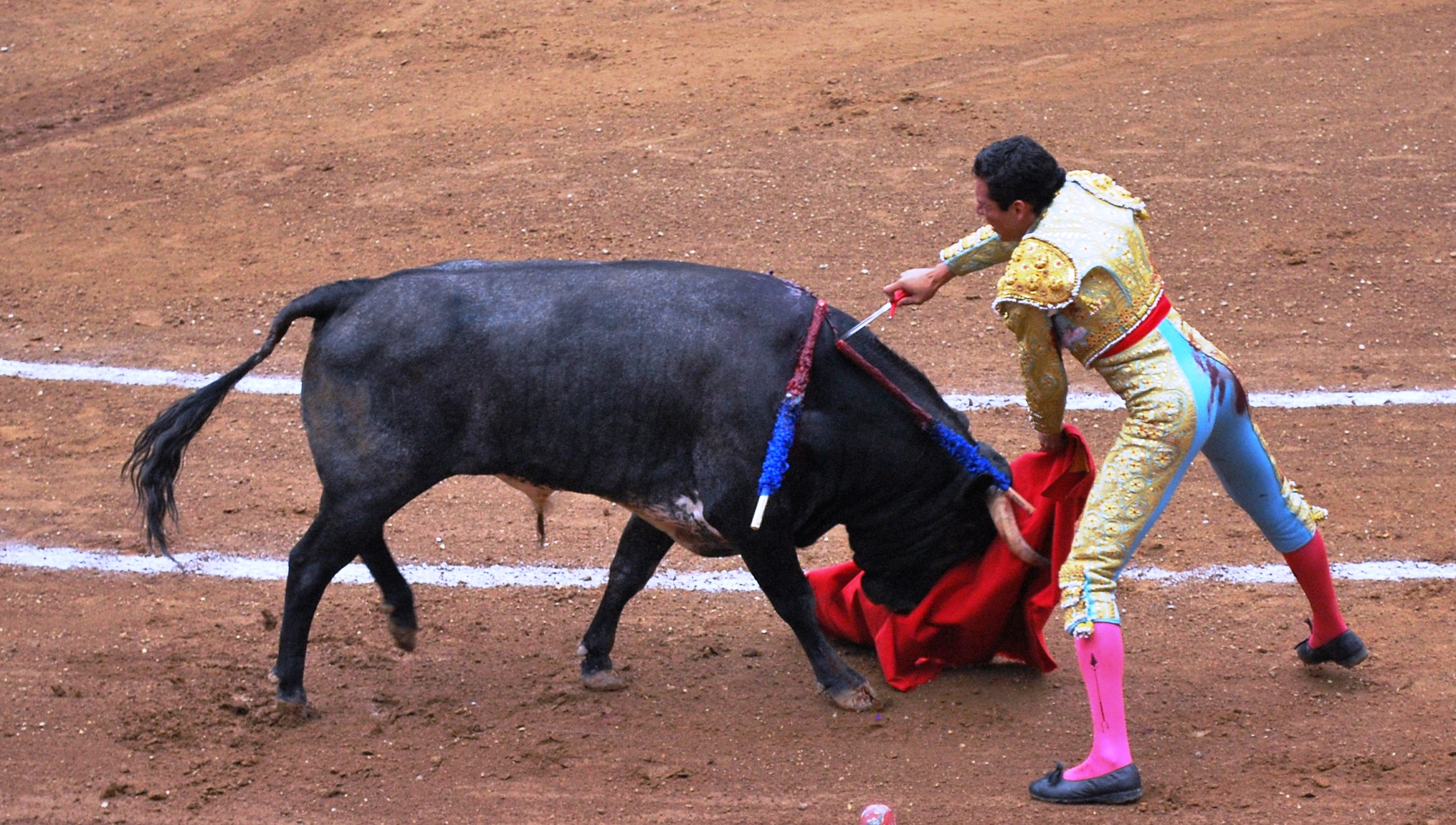
Estocade

Écarteurtorero de la course landaise (coursayre en gascon)
EmbestidaCharge du taureau combatif et noble qui autorise de longues faenas
Empresalittéralement entreprise. Direction de l'arène, organisateur de corridas
Encastepoint de départ d'une caste
Encierro (action d'enfermer)mise au toril, parfois précédée d'un lâcher des taureaux sur un parcours clos. Peut désigner également le lot de taureaux destiné à la corrida
Eraljeune taureau de plus d'un an et de moins de deux ans
Escalafónclassement annuel des matadors
Escalot(petite échelle, en gascon), classement officiel de la course landaise
Espantadalittéralement peur, surprise. Fuite du torero devant le taureau
Espontáneoindividu étranger à la corrida qui saute en piste pour affronter le taureau
Estocadecoup d'épée par lequel le matador met à mort le taureau

## F

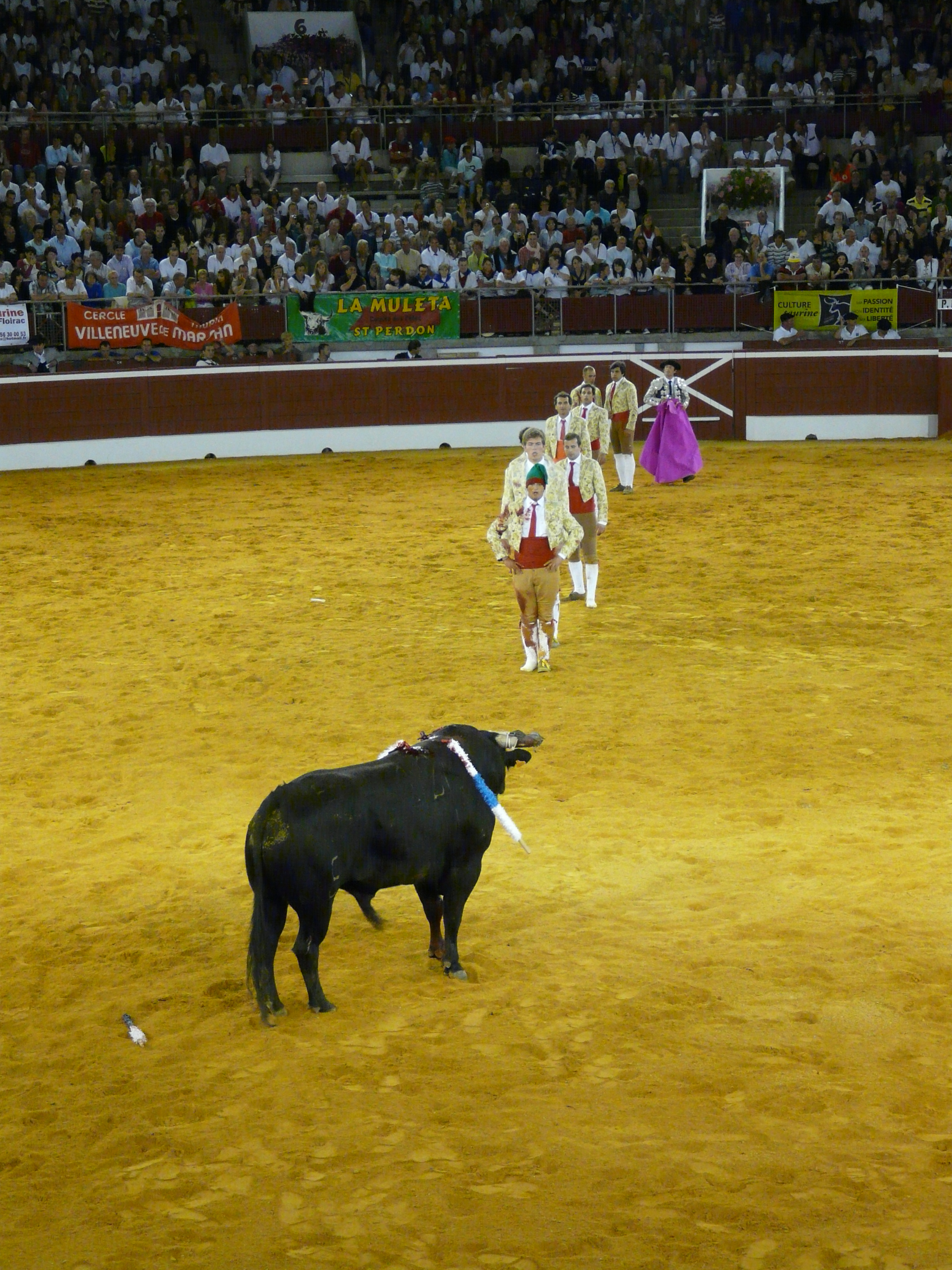
Forcados

Faena (travail)troisième tercio, au cours duquel le matador affronte le taureau avec muleta et épée
Fajalarge ceinture en soie et en principe de la même couleur que la pañoleta, constitutive de l'habit de lumières. Désigne également la ceinture des gaúchos en Amérique Latine
Farol(mot espagnol signifiant « lanterne »), passe de cape dans laquelle le torero lance l'étoffe au-dessus de sa tête
Farpaest synonyme portugais de rejón. Il a la même taille et les mêmes fonctions que l'arme espagnole
Feriafête organisée dans des villes du sud de la France et en Espagne, avec des corridas quotidiennes
Figuramatador vedette, classé dans les premières places de l'escalafón. Les figuras font jusqu’à une centaine de corridas dans l'année, alors que beaucoup de matadors n'en font qu'une ou deux
Fincapropriété agricole ou plus généralement pré dans lequel sont élevés des toros de combat. Un élevage peut être réparti entre plusieurs fincas. Par extension, le terme désigne les ganaderias
Forcadomembre d'une équipe réalisant la pega dans une corrida portugaise

## G

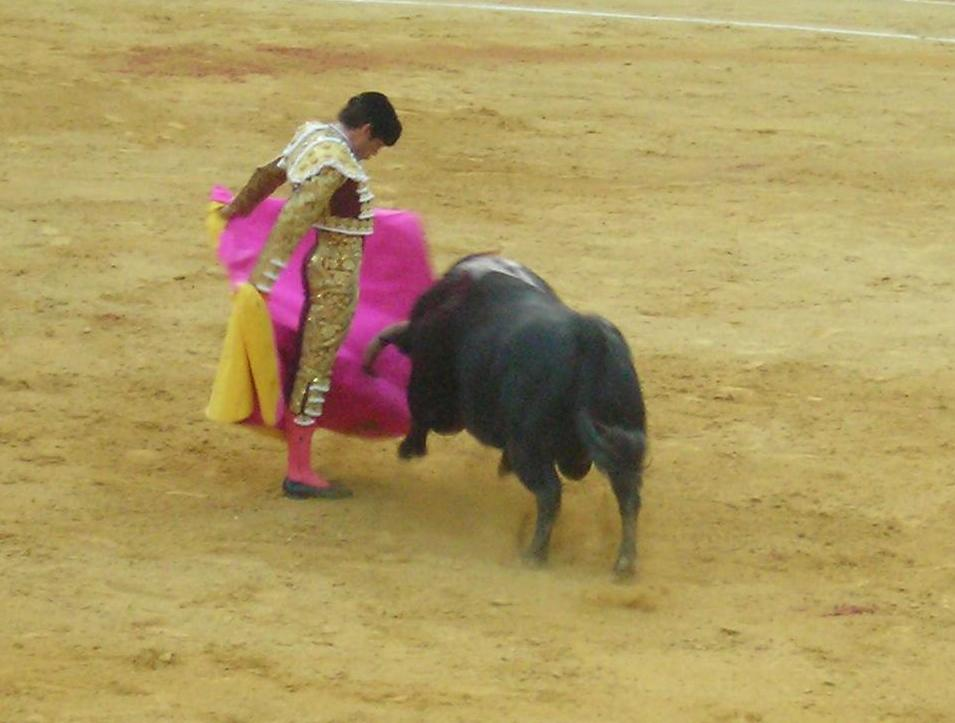
Gaonera

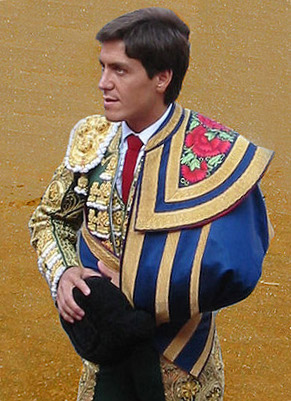
Habit de lumières

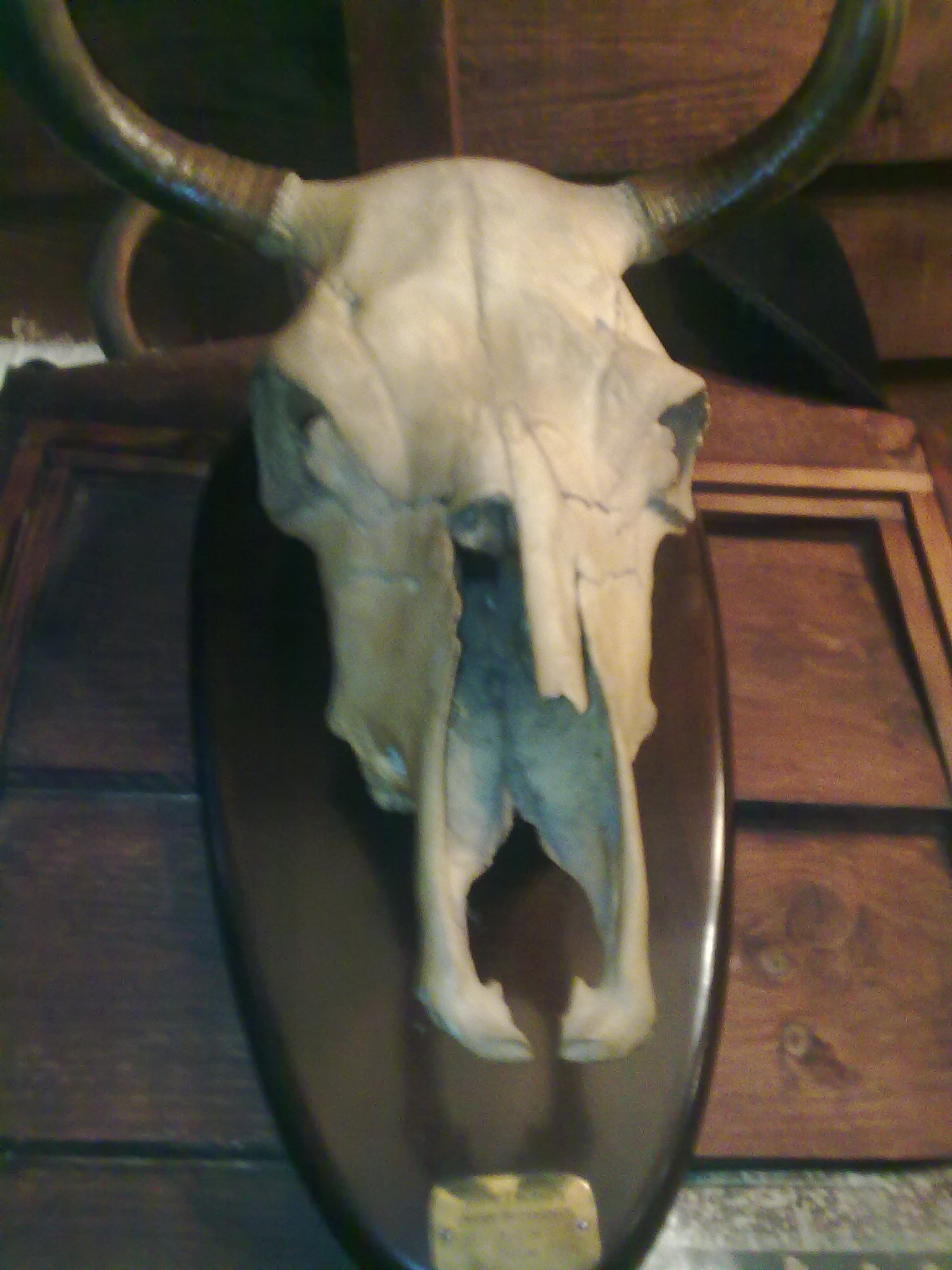
Islero

Ganaderíaélevage d'où proviennent les toros de lidia
Ganaderoéleveur de taureaux
Garrochaperche de bois utilisée dans l'épreuve de la tienta ; autrefois, elle était également utilisée pour le salto a la garrocha, saut à la perche au-dessus du taureau. Elle sert également au vaqueros pour le travail du bétail
Geniosigne de l'instinct défensif du taureau, qui charge avec hésitation, en relevant la tête
Gaonerapasse de cape inventée par le matador mexicain Rodolfo Gaona

## H
Habit de lumièrescostume des toreros
Herradero (marquage)équivalent de ferrade pour les taureaux de lidia, il regroupe trois marques au fer d'un veau en trois endroits différents
Hierro (fer),,,,,
marque distinctive de l'élevage que le taureau porte à la cuisse droite
Humilier,,,,
action du taureau de baisser la tête, ce qui est un signe de noblesse

## I
Indultogrâce accordée au taureau en reconnaissance de sa bravoure exceptionnelle. L'indulto est ordonné par le président avant l'estocade en présentant un mouchoir orange
Islerotaureau qui encorna mortellement le torero Manolete

## K
Kikirikipasse aidée de muleta inventée par El Gallo

## L
Largapasse de cape
Leurremuleta ou cape (capote)
Lidiacombat, ensemble de rencontres entre un taureau et les toreros. Elle se compose de trois tercios, c'est-à-dire trois actes.

## M

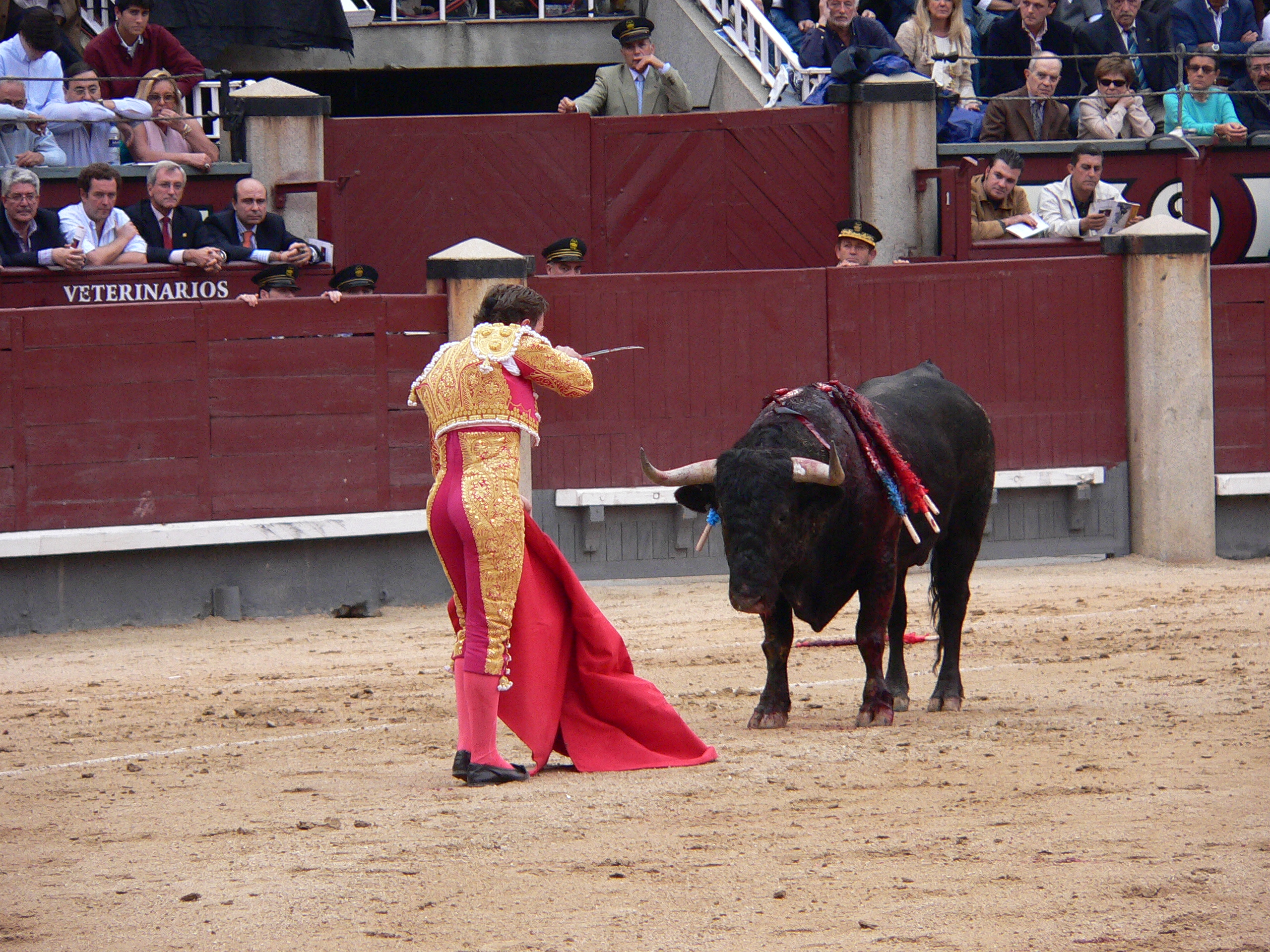
Matador

Maestrolittéralement maître. Par extension, le terme désigne tous les matadors ayant pris l'alternative
Mano a manocorrida au cours de laquelle deux matadors combattent six taureaux
Manoletinapasse de muleta à laquelle le matador Manolete a donné son nom, bien qu'il n'en ait pas été le créateur
Mansedumbredocilité du taureau manso
Mansoadjectif qualifiant un taureau sans bravoure, de peu de caste et qui refuse le combat. S'oppose au taureau bravo
Mariposapasse de cape inventée par le torero Marcial Lalanda.
Matadorpersonnage central de la corrida, chef de la cuadrilla, réalisant la faena et chargé de tuer le taureau
Mayoralintendant ou régisseur du ganadero (éleveur de taureaux). Il dirige les vaqueros et accompagne les taureaux de l'élevage aux arènes. Il représente le ganadero aux courses
Mediaslittéralement chaussettes. Deux paires de bas superposés constitutifs de l'habit de lumières. Les premiers sont en coton blanc, les seconds en soie de couleur rose
Metisaca ou Mete y saca (mot à mot, « met et retire »)Manière de pratiquer l'estocade en ne lâchant pas l'épée et en la retirant immédiatement, ce qui permet de masquer un emplacement fautif.
Miuraganadería élevant les plus prestigieux toros de lidia
Molinetepasse de muleta élégante, qui conclut sous plusieurs formes, une série de derechazos, ou bien de naturelles
Monosabiomembre du personnel de l'arène, chargé d'aider le picador et le cheval en piste
Monteratoque en astrakan, coiffe du matador. La montera est ainsi nommée en hommage à Francisco Montes, dit « Paquiro », matador qui en a imposé l'usage
Morrillo (ou Morillo),masse musculaire proéminente située au bas du cou du taureau, dans laquelle le taureau doit être piqué (les deux orthographes sont employées dans les dictionnaires)
Mozo de espadas (« valet d’épées »)assistant du matador, pendant et en dehors du combat
Muletaleurre en drap de serge rouge utilisé par le matador durant la faena
Mulilleromembre du personnel de l'arène chargé de l'arrastre
Mundillomilieu de la tauromachie, avec tout ce qu'il compte de ganaderos, apoderados, journalistes taurins, toreros etc.

## N

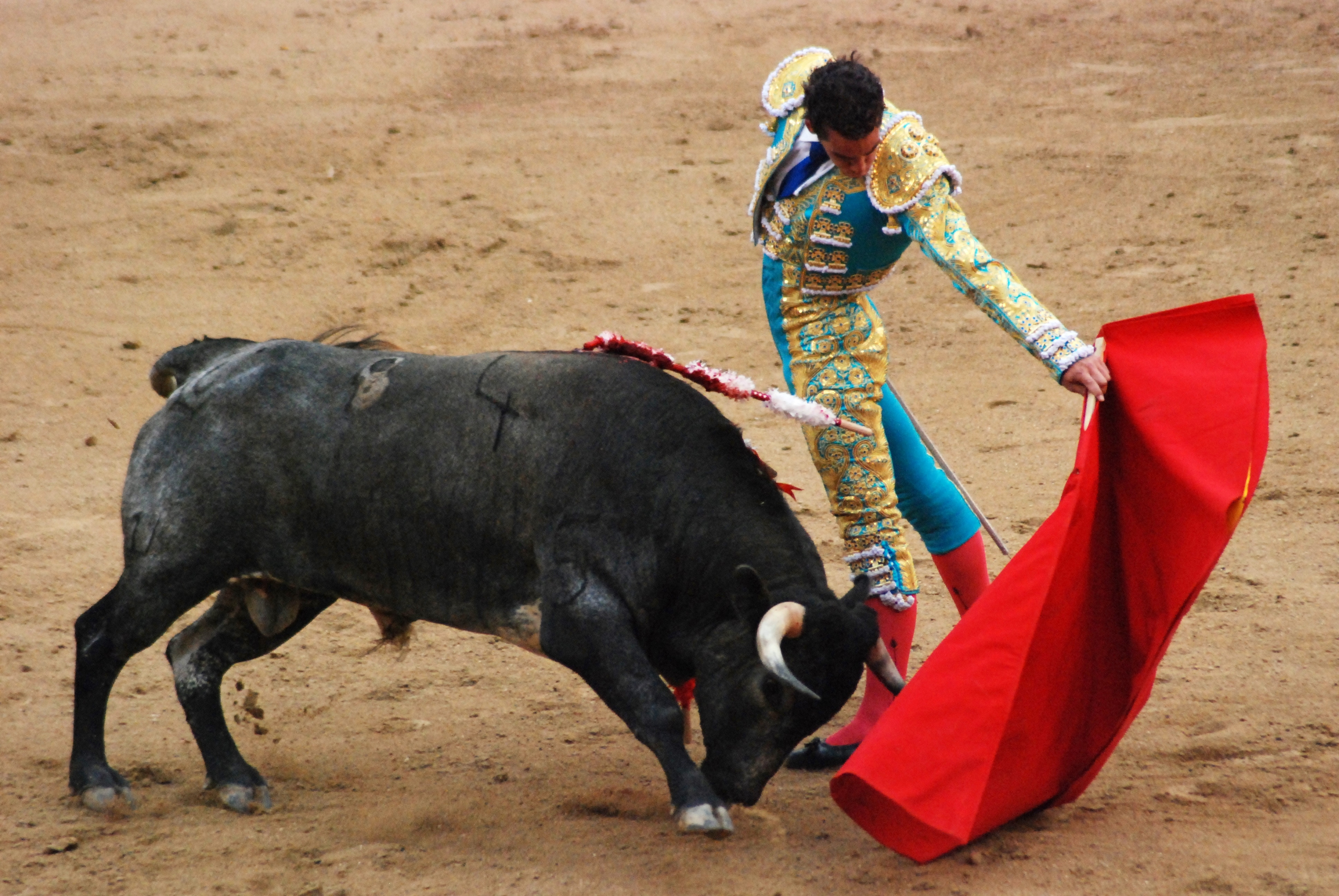
Naturelle

Navarrapasse de cape
Naturellepasse de muleta effectuée de la main gauche
Nevado(esp : enneigé) se dit d'un taureau de combat dont la robe présente de nombreuses petites taches blanches comme des flocons de neige
Novilladacombat opposant de jeunes taureaux (novillos) à de jeunes toreros (novilleros)
Novilleromatador débutant, n'ayant pas encore reçu l'alternative
Novillojeune taureau âgé de deux à trois ans (syn. utrero), lidié dans les novilladas
Noblessequalité d'un taureau de combat de caste à charge franche

## O

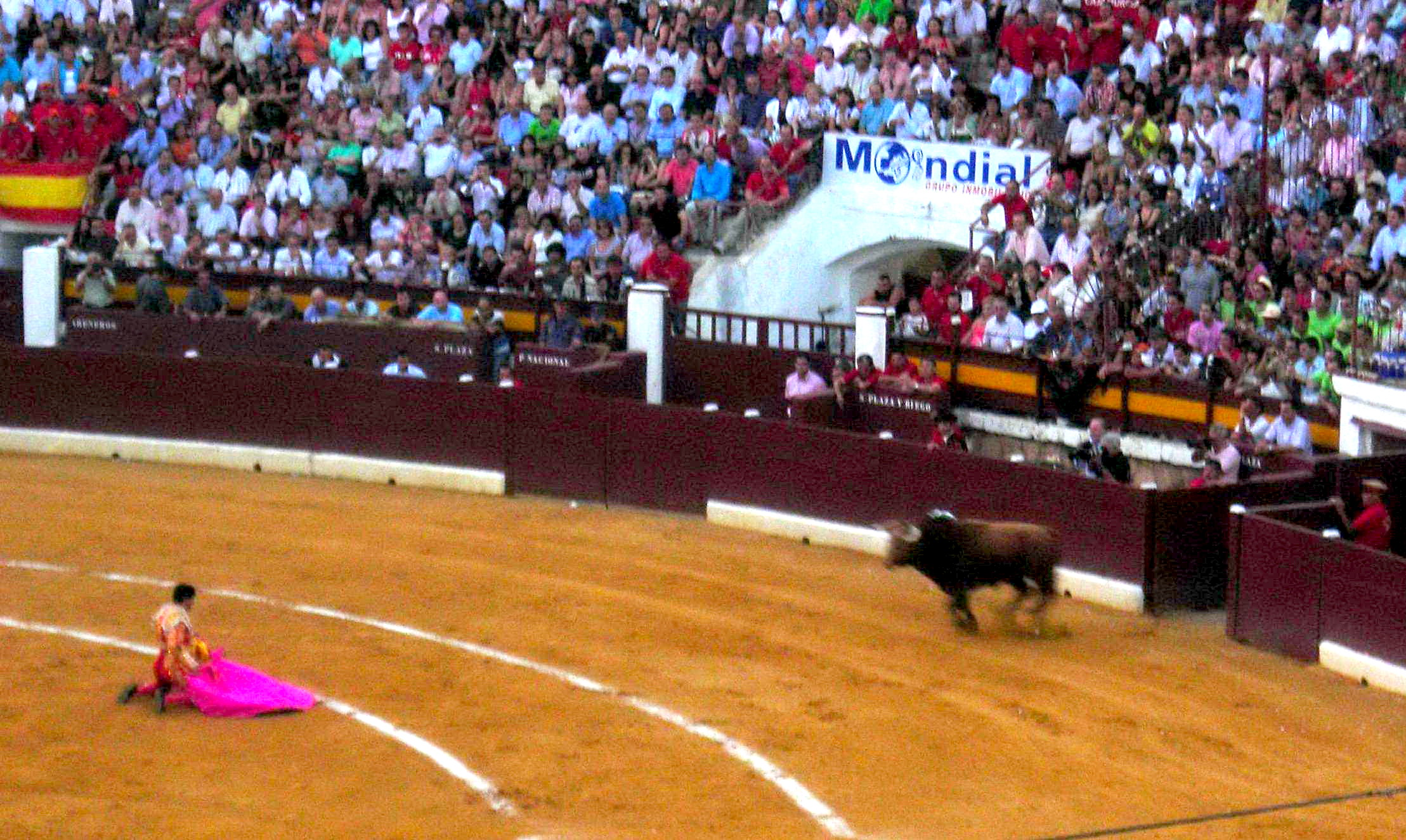
¡ Olé ! accueil du taureau A Porta Gayola

¡ Olé !interjection du public, en signe d'encouragement du matador

## P
Palco (« loge »), pluriel « palcos »au singulier désigne la loge présidentielle et par métonymie la présidence elle-même ; dans les arènes espagnoles (et celles construites sur le modèle espagnol comme celles de Béziers), gradins situés côté sombra derrière les tendidos (« gradins découverts ») et légèrement surélevés par rapport à ceux-ci, abrités sous les andanadas (« gradins supérieurs ») ou sous un toit (côtés sol et sol y sombra, cette partie des gradins est appelée gradas).
Palobâton sur lequel est montée la muleta
Pañoletacravate en soie de couleur vive, constitutive de l'habit de lumières
Paseolittéralement : passage, promenade. défilé d'ouverture d'une corrida ou novillada
Passepour un torero à pied, action d'appeler le taureau sur un leurre, capote ou muleta, de le faire courir et passer le long de son corps
Passe aidéepasse de muleta où le torero soulève l'étoffe à la pointe de l'épée
Passe à l'estribopasse de muleta que le matador effectue assis ou à genoux sur l'estribo (marchepied). L'estribo court le long de la barrière tout autour des arènes. Il est généralement peint en blanc
Passe de poitrinepasse de muleta
Pegadernier acte de la corrida portugaise, au cours duquel les forcados s'agrippent au taureau pour le reconduire au toril
Pelea (combat)se dit de la prestation du taureau
Peñaassociation d'aficionados
Pendulepasse de muleta effectuée par le matador qui cite le taureau dans son dos
Peóntorero subalterne à pied, chargé d’assister le matador
Picador (synonyme piquero)cavalier dont le rôle consiste à piquer le taureau lors du premier tercio
Pinchazocoup d'épée qui s'apparente à une piqûre, la pointe venant buter sur un os et ne pouvant en conséquence pénétrer.
Piqueaction de piquer le taureau et instrument utilisé pour piquer
De poder a podermanière de « poser », « planter » ou « clouer » les banderilles
Présidentdirigeant d'une corrida. Il dispose d'un mouchoir blanc pour accorder une oreille, d'un vert pour renvoyer un taureau défectueux, d'un bleu pour demander un tour de piste de la dépouille d'un taureau exceptionnel
Pueblerino (« villageois »)qualifie un matador que son manque de talent condamne à ne fréquenter que les arènes de villages ; qualifie également le style de certains matadors, spectaculaire mais grossier, apprécié par les publics peu connaisseurs, notamment ceux des villages ; qualifie également ces publics peu connaisseurs (on peut toutefois préciser que dans nombre d'arènes de villages, on trouve une importante frange de spectateurs « connaisseurs », et qu'à l'inverse, dans toutes les arènes de villes importantes, on trouve une large part de spectateurs locaux qui, ne se rendant à la corrida qu’une fois dans l'année dans leur ville de domicile, sont de parfaits pueblerinos)
Pundonorsens de l'honneur, rigueur morale du matador
Puntilladésigne le poignard à lame courte et large utilisé par le puntillero pour achever le taureau après l’estocade (éventuellement suivie du descabello). La puntilla est plantée entre la base du crâne et le début de la colonne vertébrale de l'animal, afin de détruire le cervelet.
Puntilleropeón chargé d'achever le taureau à l'aide d'une puntilla, poignard à lame courte et large qu'il plante entre la base du crâne et le début de la colonne vertébrale de l'animal, afin de détruire le cervelet et le début de la moelle épinière. Il intervient en phase ultime du combat, éventuellement après l'estocade ou descabello.
Puyapointe d'acier en extrémité de la pique. Pyramide triangulaire, elle est munie à sa base d'un butoir destiné à en limiter la pénétration

## Q
Querencia (affection)aire de sécurité adoptée par le taureau dans l'arène
Quite (de quitar ôter)intervention d'un torero visant à écarter la charge du taureau d'un autre torero en danger ou du picador
Al quiebro (écart, feinte)manière de « poser », « planter » ou « clouer » les banderilles, particulièrement spectaculaire

## R

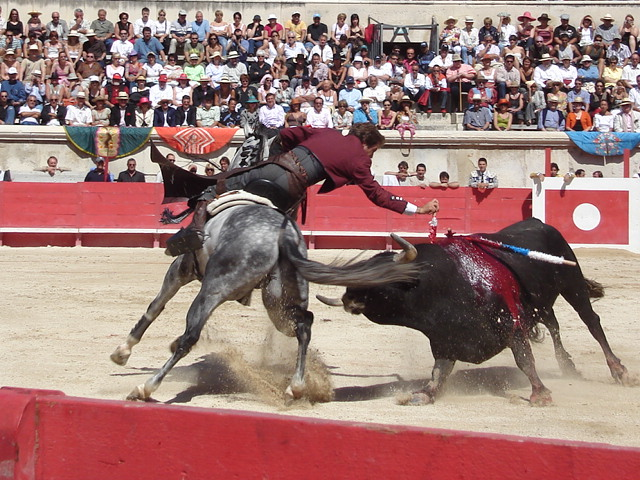
Rejoneador

Rebolerapasse de capote
Redondel
synonyme de piste ou de ruedo
A recibirestocade dans laquelle le torero attend la charge du taureau et le « reçoit » en gardant les pieds au sol.
Regatónextrémité du manche de la pique
Rejónsorte de javelot avec lequel le rejoneador travaille et estoque le taureau lors d'une corrida de rejón
Rejoneadortorero combattant à cheval dans une corrida de rejón
Revisterojournaliste taurin spécialisé
Ruedopiste couverte de sable dans une arène où se déroule le combat
Rematepasse de conclusion, ce peut être une trinchera, une demi-véronique ou une larga

## S

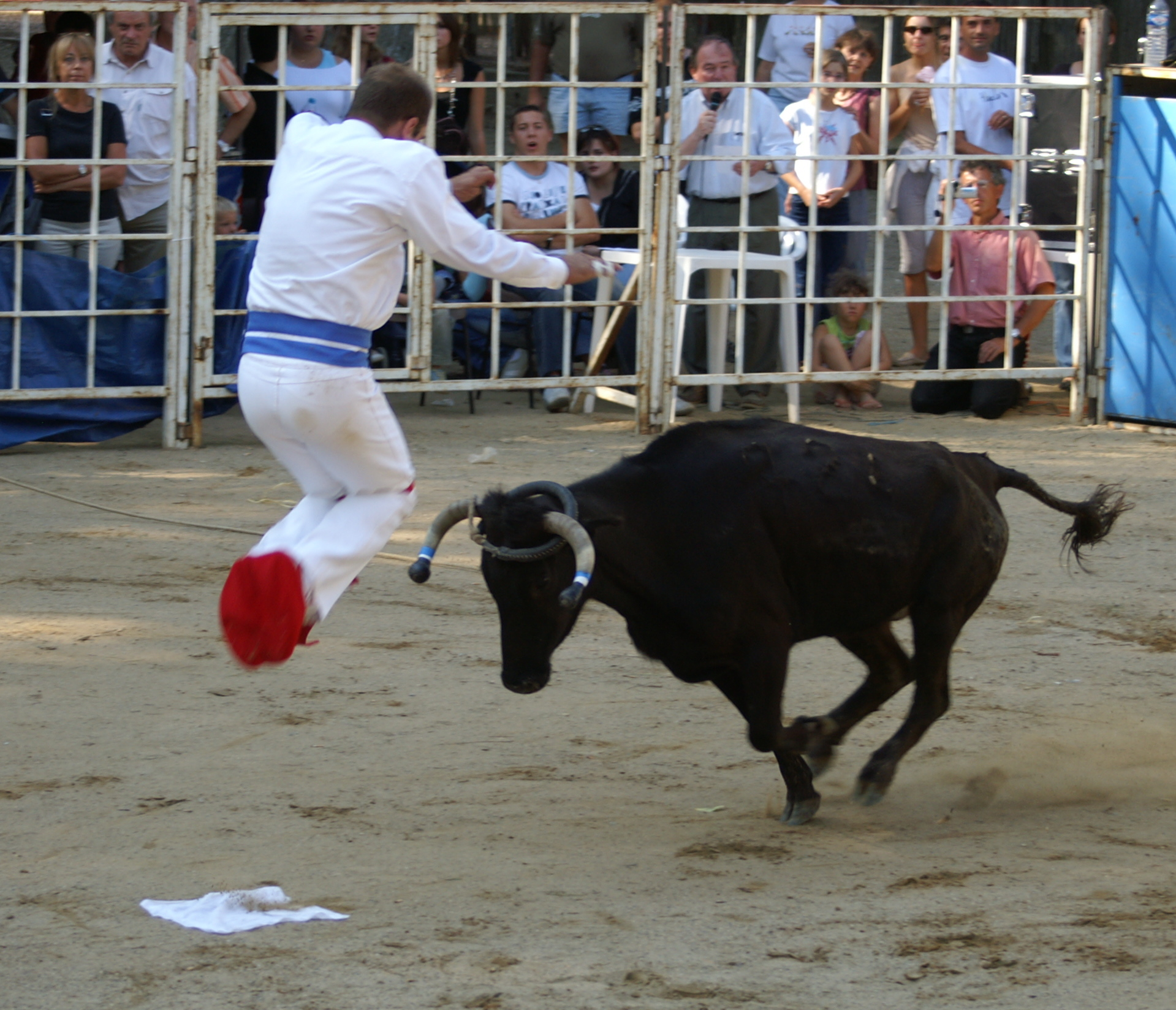
Sauteur

Sauteurtorero de la course landaise (coursayre en gascon)
Sementaltaureau reproducteur mâle
Señaldécoupe particulière dans l'oreille d'un veau selon un dessin propre à l'élevage, il constitue une des trois caractéristiques d'une ganadería
Sentido (jugement)un taureau de sentido est un animal avisé, qui « comprend » et pourra chercher à atteindre le torero
Al sesgo,,manière de « poser », « planter » ou « clouer » les banderilles qui implique une course rapide et une grande habileté. Il existe deux manières d'exécuter cette pose « al sesgo por fuera » et « al sesgo por dentro »
Silencio (silence)Silence du public à la suite d'une faena très moyenne.
Sitio,littéralement lieu, endroit. lieu géométrique parfait qui déclenche la charge du taureau et où l'homme se doit de l'attendre avant de l'esquiver
Sobrero (restant),désigne le taureau de réserve, utilisé seulement si l'un des six animaux prévus ne peut être combattu
Sobresalientematador ou novillero de réserve. Il remplace le matador ou le novillero blessé lors d'un mano a mano.
Sorties'emploie dans plusieurs sens pour l'action de l'homme (fin d'action) et la charge du taureau (éloignement).
Sorteolittéralement : tirage au sort. Celui-ci détermine la répartition des taureaux entre les matadors
Statuairepasse de muleta que le torero effectue immobile, pieds joints, attendant la charge du taureau.
Suave (en espagnol pastueño),se dit d'un taureau qui s'élance franchement, permettant une faena « artiste »
Suerte (chance, sort)séquence de combat, action

## T

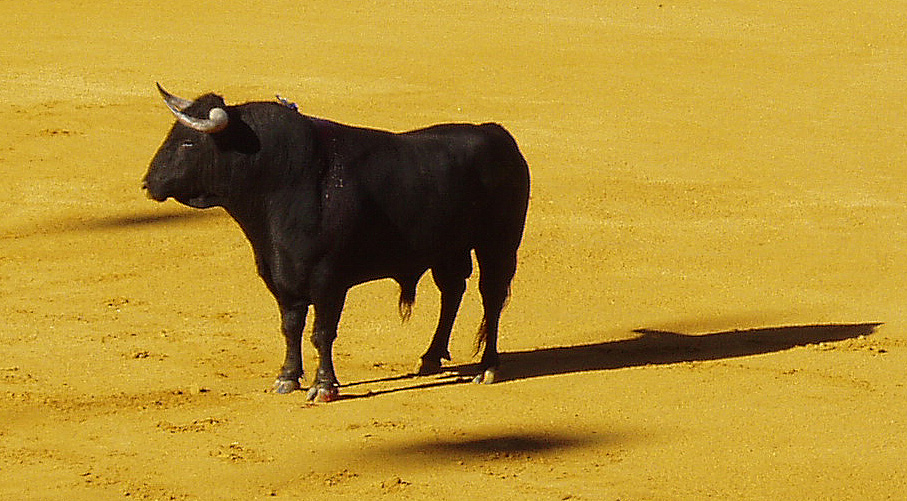
Toro

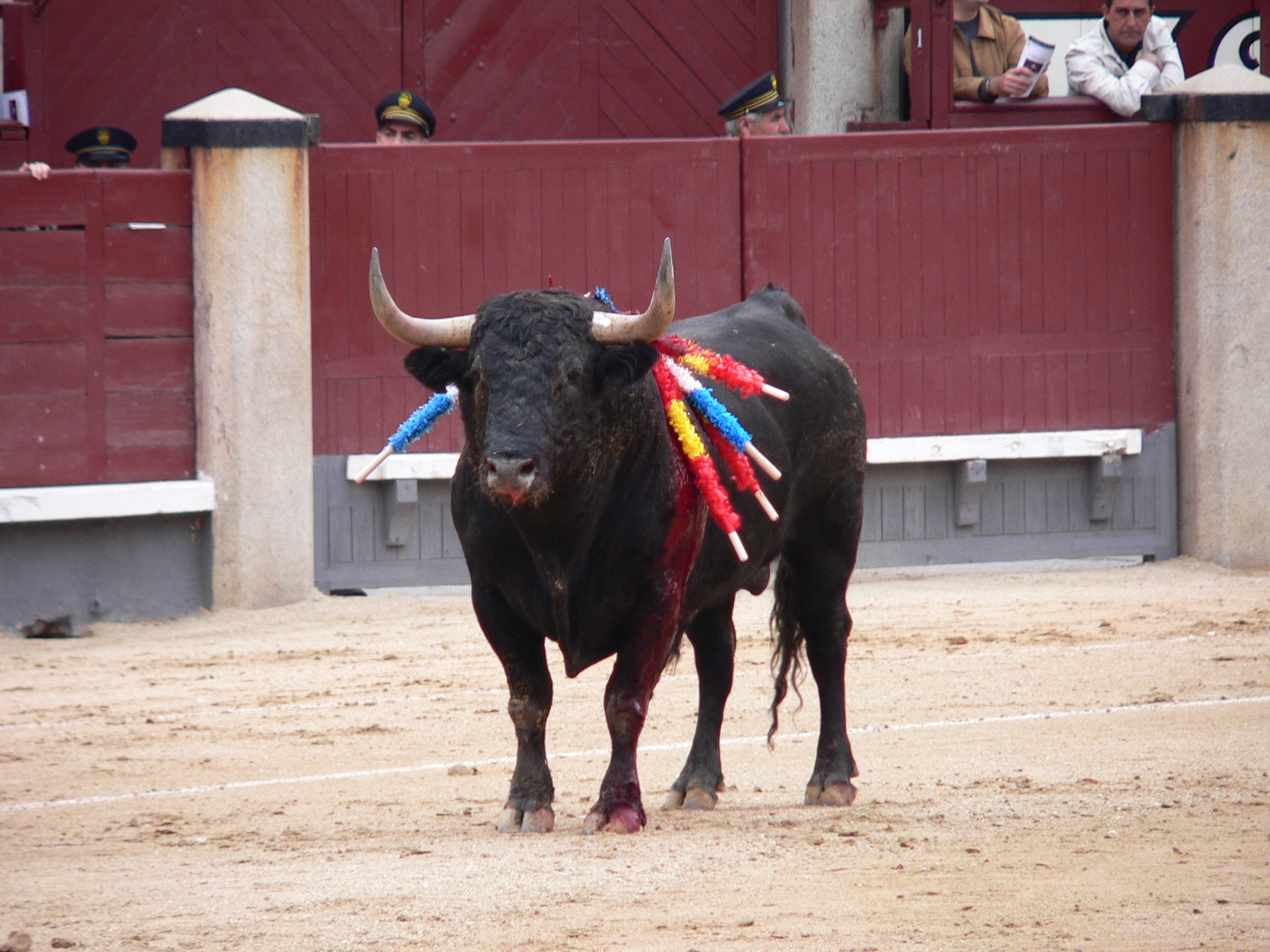
Toro de lidia

Taleguillaculotte constitutive de l'habit de lumières, resserrée au-dessus du genou à l'aide de cordons tressés, pouvant être agrémentés de glands, les machos ou de franges, les caireles
Temple (corrida)rythme où l'homme s'accorde à la perfection au rythme de la charge du taureau
Temporada (saison)saison des corridas ; en Europe, la temporada taurine commence en mars et s'achève en octobre
Tercionom générique de chacun des trois actes de la corrida
Tienta (synonyme tentadero)épreuve de sélection des vaches et taureaux reproducteurs, parents des toros de lidia
Toreadorterme utilisé, souvent de manière impropre, comme synonyme de torero ou matador
Toreomanière, technique et art de toréer, de « jouer » avec le taureau
Toreo comiqueparodie de corrida
Toreo de salonconsiste pour les toreros à répéter sans animal les gestes de l'arène pour s'entraîner
Toreristaspectateur essentiellement attiré par l'art du matador
Torerocelui qui affronte le taureau lors d'une corrida, qu'il soit matador ou membre de la cuadrilla
Torillieu où l'on tient les taureaux enfermés avant le combat
Torilero (ou « chulo de toriles »)employé des arènes chargé de l'ouverture et de la fermeture des portes du toril
Toristaspectateur essentiellement attiré par le spectacle du taureau
Toro de fuegofeu d'artifice tiré à partir d'un toro postiche mobile parodiant la corrida
Toro de lidiarace bovine espagnole de taureaux de combat, âgés d'au moins quatre ans
Trapíoallure physique du taureau.
Trasteoensemble du travail effectué avec la muleta, synonyme de faena
Trastos (outils, instruments)nom générique donné aux « outils » du matador, l'épée et la muleta ; « remettre les trastos », c'est pour un matador, conférer l'alternative
Tremendistematador pratiquant le tremendisme, attitude risquée qui consiste à affronter le taureau sans avoir pris le temps d'étudier son comportement et en faisant une faena basée sur des passes spectaculaires et dangereuses
Trincherapasse de muleta, changée vers le bas. C'est une forme de derechazo
Trophéerécompense qui peut être accordée par la présidence au matador si la faena est satisfaisante : une oreille si le public en manifeste le souhait (en agitant notamment un mouchoir blanc), deux oreilles ou les deux oreilles et la queue, sur le seul jugement du président. Le trophée est remis immédiatement à la fin de chaque combat
Tumadecoup porté par la vache à l'homme lors d'une course landaise
Turistapublic de corrida occasionnel ou étranger

## U
Utrerojeune taureau âgé de trois à quatre ans (syn. novillo)

## V

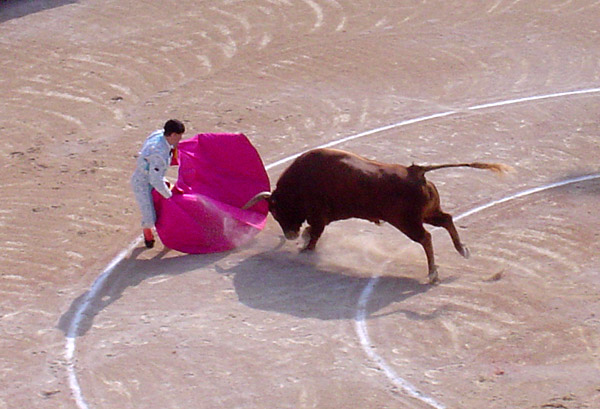
Véronique

Valet d'épéesvoir Mozo de espadas
Vara (bâton)hampe en bois de hêtre constituant le corps de la pique. Elle est d'un diamètre de l'ordre de 4 cm et d'une longueur d'environ 2,60 m. La puya est fixée à son extrémité. « Tercio de pique » se dit « tercio de varas » en espagnol.
Varilarguero (porteur de longue lance)ancêtre du picador, personnage central de la corrida jusqu'au milieu du XVIIIe siècle
Verdad (de) (de vérité, authenticité)adjectif qui qualifie indifféremment un torero au comportement authentique, devant un taureau dur, ou bien un taureau qui a tous les attributs du toro bravo
Verdugo (bourreau, exécuteur)épée spéciale servant au descabello
Véronique,passe de capote
Al volapiéestocade, méthode de mise à mort du taureau
Vueltatour de piste qu'accomplit le torero avec l'assentiment et les applaudissements du public

## Z

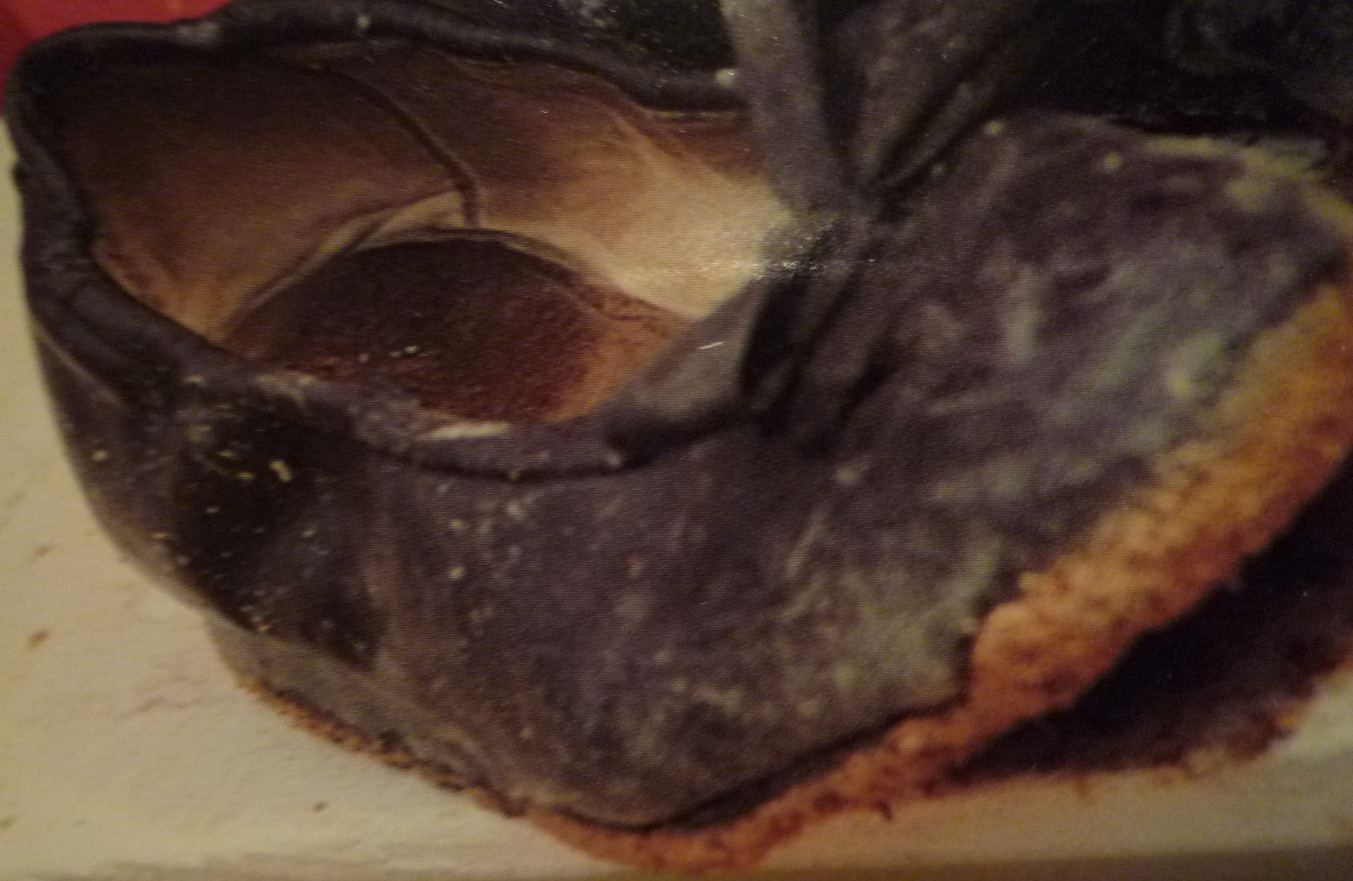
Zapatillas

Zahonestablier en cuir protégeant les cuisses des cavaliers dans les champs ou lors des tientas. Il est richement décoré pour le costume andalou du rejoneador
Zaíno (zain)couleur de la robe d'une variété de toro de lidia noir mat sans un poil clair
Zapatillaschaussures légères du torero